# International Ice Patrol

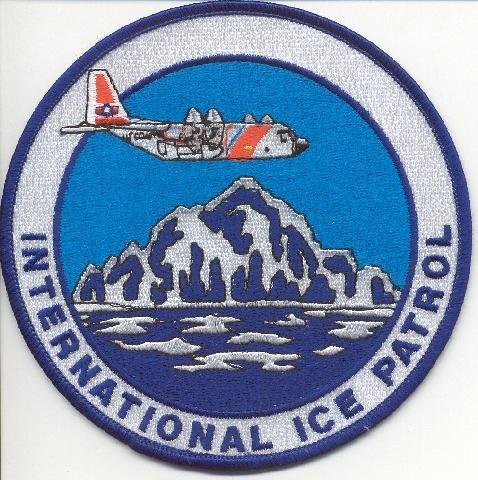
Eines der Ärmelabzeichen der IIP (hier: United States Coast Guard)

Die International Ice Patrol (IIP; deutsch Internationale Eispatrouille) ist eine Gesellschaft, die für die Überwachung von Eisbergen im Nordatlantik zuständig ist. Sie wurde 1914 nach dem Unglück der Titanic (14./15. April 1912) gegründet. Die IIP wird von der United States Coast Guard aufgrund internationaler Verträge betrieben, die entsprechende Berichte über die Eisberglage herausgibt. Andere Länder, die den Nordatlantik stark nutzen, beteiligen sich an den Kosten.

## Erkundung
Zur Erkundung der Eisberge im Nordatlantik wurden anfangs zwei Kutter der United States Coast Guard zur Verfügung gestellt. Die Schiffe stellten eine wertvolle Grundlage zur Seenotrettung in den arktischen Gewässern dar und schon 1914 rettete die Seneca die Überlebenden des verloren geglaubten dritten Rettungsbootes des Dampfers Columbian westlich von Sable Island. Im Jahr 1931 wurde ein drittes Schiff für ozeanografische Beobachtungen im Bereich Grand Banks in Dienst gestellt.
Nach dem Zweiten Weltkrieg beobachtete man die Lage verstärkt aus der Luft: Das Coast Guard Argentia Air Detachment operierte von ihrer Basis St. John’s (Neufundland) aus. Von 1966 bis Oktober 1983 befand sich das Hauptquartier nebst Operationscenter auf Governors Island, N.Y. und wurde dann nach Groton (Connecticut) verlegt. Seit Januar 2009 ist New London (Connecticut) Standort der International Ice Patrol. Die Luftaufklärung, zwischenzeitlich auf Prince Edward Island und am Flughafen Gander (Neufundland) stationiert, ist heute mit vier Lockheed HC-130 von St. John’s (Neufundland) aus tätig.

## Beteiligte Staaten

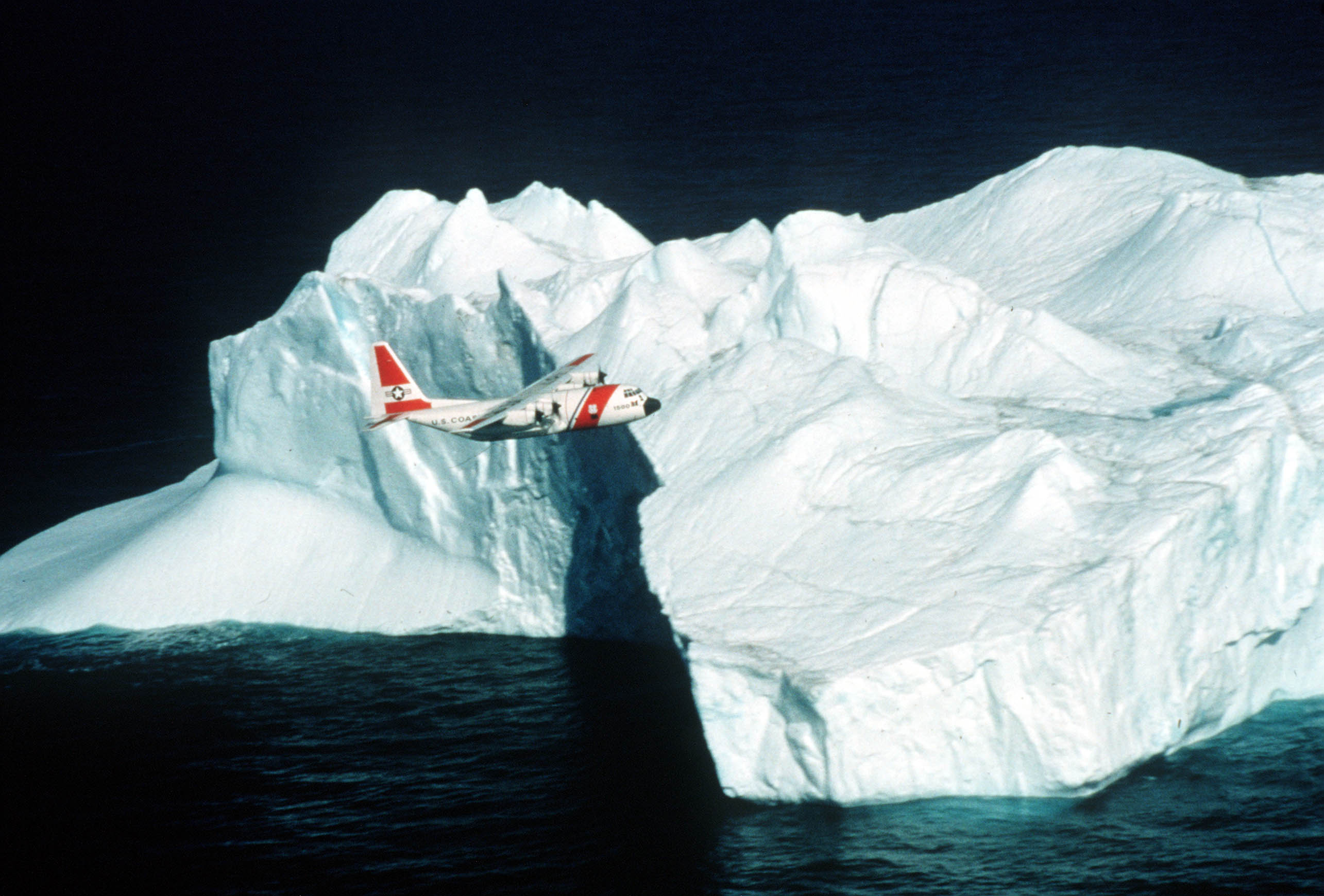
Kontrollflug über der Arktis (Lockheed C-130 der United States Coast Guard)

Zu den beteiligten Staaten gehören seit dem Jahr 1993:
- Vereinigte Staaten
- Kanada
- Niederlande
- Norwegen
- Japan
- Schweden
- Polen
- Spanien
- Belgien
- Frankreich
- Griechenland
- Vereinigtes Königreich
- Dänemark
- Deutschland
- Finnland
- Italien
- Panama[3]